# Doppelte Optik
Mit dem Begriff der Doppelten Optik oder Wechselnden Optik beschrieb Friedrich Nietzsche die Eigenschaft der Opern Richard Wagners, sowohl die Allgemeinheit als auch die besonders gebildeten Kenner anzusprechen. Der Terminus wurde von Eberhard Lämmert wieder aufgegriffen und auf die Deutung poetischer Texte übertragen, um Thomas Manns Erzählkunst damit zu beschreiben. Auch hier ist damit eine Doppelstruktur gemeint: Einerseits ist ein Text dieser Art leicht verständlich und unterhaltsam, andererseits ist er mit Elementen angereichert, die zu literarisch anspruchsvollen Deutungen einladen, für die eine tiefere Expertise unerlässlich ist.
Thomas Mann selbst beschrieb – noch ohne Verwendung dieses Begriffs – in der 1911 entstandenen Novelle Der Tod in Venedig das Talent des fiktiven Schriftstellers Gustav von Aschenbach, „den Glauben des breiten Publikums und die bewundernde, fordernde Teilnahme der Wählerischen zugleich zu gewinnen“, womit das Konzept bereits angelegt war und zu ihrer Übertragung auf die Novelle selbst einlädt, die ihrerseits sowohl zu den erfolgreichsten deutschen Novellen gehört als auch für ihren Reichtum an Wortgewandtheit und Anspielungen geschätzt wird.
Joachim Rickes zeigte, dass auch die Romane Daniel Kehlmanns Doppelte Optik verwenden.